# Platypalpus brunettii
Platypalpus brunettii är en tvåvingeart som beskrevs av Axel Leonard Melander 1928. Platypalpus brunettii ingår i släktet Platypalpus och familjen puckeldansflugor. Inga underarter finns listade i Catalogue of Life.